# Валлійська Вікіпедія
Валлійська Вікіпедія (валл. Wicipedia Cymraeg)— розділ Вікіпедії валлійською мовою. Заснована 15 березня 2003 року. Досягла 50 тисяч статей 19 липня 2013. Це єдиний інтернет-ресурс такого роду валлійською мовою 
Валлійська Вікіпедія станом на 28 березня 2025 року займає 41 місце серед мовних розділів та містить 281 948 статей, 96 426 зареєстрованих користувачів, 122 активних дописувачів, 11 адміністраторів
. Загальна кількість сторінок в валлійській Вікіпедії — 512 824, редагувань — 13 494 273, завантажених файлів — 11 653
. Глибина (рівень розвитку мовного розділу) валлійської Вікіпедії мала і становить 17.6 пунктів
. 

## Історія
- 29 січня 2013 — 40 000 стаття
- 19 липня 2013 — 50 000 стаття
- 18 березня 2014 — 55 000 стаття
- 21 червня 2016 — 70 000 стаття
- 6 жовтня 2016 — 80 000 стаття